# Sucha Bałka Żółte Wody
Sucha Bałka Żółte Wody (ukr. Футзальний клуб «Суха Балка» Жовті Води) – ukraiński klub futsalu z siedzibą w mieście Żółte Wody, w środkowej części kraju, grający od sezonu 2024/25 w futsalowej Ekstra-Lidze Ukrainy.

## Historia
Chronologia nazw:
- 2022: Sucha Bałka Żółte Wody (ukr. FК «Суха Балка» Жовті Води)

Klub futsalowy Sucha Bałka został założony w Żółtych Wodach w 2022 roku. Początkowo zespół występował w regionalnych mistrzostwach i turniejach. W sezonie 2023/24 klub zgłosił się do rozgrywek w Pierwszej lidze, zajmując drugie miejsce w grupie B. W sezonie 2024/25 debiutował na najwyższym poziomie w Ekstra-lidze.

## Barwy klubowe, strój i herb
|  |  |

Klub ma barwy niebiesko-żółte. Zawodnicy domowe spotkania zazwyczaj grają w niebieskich koszulkach, niebieskich spodenkach oraz niebieskich getrach.

## Sukcesy

### Trofea międzynarodowe
Klub jeszcze nigdy nie zakwalifikował się do rozgrywek europejskich (stan na 31-05-2024).

### Trofea krajowe
| \| \| Zdobyte trofea w rozgrywkach Ukrainy (stan na: 31-05-2024) \| |                                                            |      |          |
| Rozgrywki                                                           | Osiągnięcie                                                | Razy | Sezon(y) |
| · Mistrzostwo                                                       | I miejsce                                                  | 0    |          |
| · Mistrzostwo                                                       | II miejsce                                                 | 0    |          |
| · Mistrzostwo                                                       | III miejsce                                                | 0    |          |
| · Mistrzostwo                                                       | ?.miejsce                                                  | 1    | 2024/25  |
| Puchar                                                              | zdobywca                                                   | 0    |          |
| Puchar                                                              | finalista                                                  | 0    |          |
| Puchar                                                              | ćwierćfinalista                                            | 1    | 2023/24  |
| II liga                                                             | I miejsce                                                  | 0    |          |
| II liga                                                             | II miejsce                                                 | 1    | 2023/24  |
| II liga                                                             | III miejsce                                                | 0    |          |
| Ukraina                                                             | Zdobyte trofea w rozgrywkach Ukrainy (stan na: 31-05-2024) |      |          |

- Puchar Niezwyciężonych:
  - 7.miejsce (1): 2024

- Superliga Mistrzostw obwodu dniepropetrowskiego:
  - mistrz (1): 2023/24

- Puchar obwodu dniepropetrowskiego:
  - zdobywca (1): 2023/24.

## Poszczególne sezony

### Rozgrywki międzynarodowe

#### Europejskie puchary
Nie uczestniczył w rozgrywkach europejskich.

### Rozgrywki krajowe
| \| \| Bilans występów klubu w rozgrywkach futsalowych Ukrainy (Stan na 31 maja 2024 r.) \| |                                                                                   |        |       |   |   |   |    |    |     |            |        |        |       |
| Poziom                                                                                     | Rozgrywki                                                                         | Sezony | Mecze | Z | R | P | B+ | B– | Pkt | Lata       | Awanse | Spadki | Naj.  |
| I                                                                                          | Wyszcza liha / Ekstra-liha                                                        | 1      |       |   |   |   |    |    |     | od 2024/25 | 0      | 0      |       |
| II                                                                                         | Persza liha                                                                       | 1      |       |   |   |   |    |    |     | 2023/24    | 1      | 0      | 2     |
| III                                                                                        | Druha liha                                                                        | 0      |       |   |   |   |    |    |     |            | 0      | 0      |       |
|                                                                                            | Puchar Ukrainy                                                                    | 1      |       |   |   |   |    |    |     | od 2023/24 | 0      | 0      | 1/4 f |
| Ukraina                                                                                    | Bilans występów klubu w rozgrywkach futsalowych Ukrainy (Stan na 31 maja 2024 r.) |        |       |   |   |   |    |    |     |            |        |        |       |

## Futsaliści, trenerzy, prezydenci i właściciele klubu

### Trenerzy
- 2022–07.2023: ?
- 08.2023–12.2024:  Denys Owsiannikow
- od 12.2024:  Serhij Hupałenko

## Struktura klubu

### Stadion
Drużyna rozgrywa swoje mecze domowe w Żółtych Wodach w Hali SK SchidGZK, który może pomieścić 500 widzów.  

## Kibice i rywalizacja z innymi klubami

### Derby
- Athletic Futsal Dniepr